# Condado de la Santa Espina
El Condado de la Santa Espina es un título nobiliario español creado por Real Decreto el 8 de noviembre de 1886, (se ignora la fecha del Real despacho) por el rey Alfonso XIII a favor de Susana de Montes y Bayón,
La concesisón que el Rey hizo de este Título a Susana de Montes y Bayón, marquesa viuda de Valderas, fue con facultad de designar sucesor entre sus nietos, entendiéndose que quedaría caducado este Título si no se hiciese uso de esta facultad. En estos momentos está caducado, por lo que es simplemente, un Título histórico.
Su denominación hace referencia a la localidad de La Santa Espina, perteneciente al municipio de Castromonte, provincia de Valladolid.

## Condes de la Santa Espina
|                           | Titular                   | Periodo                   |
| Creación por Alfonso XIII | Creación por Alfonso XIII | Creación por Alfonso XIII |
| ------------------------- | ------------------------- | ------------------------- |
| I                         | Susana de Montes y Bayón  | 1886- ?                   |
| Título caducado           |                           |                           |

## Historia de los Condes de la Santa Espina
- Susana de Montes y Bayón, I condesa de la Santa Espina.

1. Casó con Ángel Juan Álvarez y Alonso, I marqués de Valderas. Tuvieron por hija a:

-María Isabel Álvarez de Montes (1848-1915), II duquesa de Castro-Enríquez, II marquesa de Valderas, cuyos hijos, nietos de la primera condesa de la Santa Espina, ostentaron diferentes Títulos, pero ninguno fue designado como sucesor en el "Condado de la Santa Espina", por lo que este, quedó caducado, de acuerdo con las condiciones de su concesión.